# آنه آناستازی
آنه آناستازی (انگلیسی: Anne Anastasi؛ زاده ۱۹ دسامبر ۱۹۰۸ – درگذشت ۴ مه ۲۰۰۱) یک دانشمند در زمینه روان‌شناسی اهل ایالات متحده آمریکا بود که بیشتر به خاطر توسعه پیشگامان روان‌سنجی شهرت داشت. کار مولد او، تست روان‌شناختی، متنی کلاسیک است که در آن او توجه را به فردی که مورد آزمایش قرار می‌گیرد و در نتیجه به مسئولیت‌های آزمایش‌کنندگان جلب می‌کند. او از آن‌ها خواست تا فراتر از نمرات آزمون بروند و در تاریخچه افراد ارزیابی شده جستجو کنند تا به آنها کمک کند تا نتایج خود و خودشان را بهتر درک کنند. او پیشنهاد می‌کند فراتر از نتایج آزمایش، با تحقیق در مورد تاریخچه فرد، به درک وسیع تری از نتایج دست یابیم.
آناستازی که به عنوان روان‌سنج شناخته می‌شود، بر آنچه که به اعتقاد او استفاده مناسب از تست‌های روان سنجی است تمرکز کرد. همان‌طور که در یک آگهی ترحیم گفته شد، او کمک‌های مفهومی عمده‌ای در درک شیوه‌ای که رشد روانشناختی تحت تأثیر عوامل محیطی و تجربی قرار می‌گیرد، انجام داد. نوشته‌های او تفسیر دقیقی در مورد ساخت آزمون و کاربرد مناسب آزمون‌های روانشناختی ارائه کرده است. به گفته آناستازی، چنین آزمایش‌هایی فقط آنچه را که آزمایش‌کننده در آن زمان می‌داند، آشکار می‌کرد. آنها نمرات آزمون را توضیح ندادند. به‌علاوه، هر اندازه‌گیری روان‌سنجی باید این را در نظر بگیرد که استعداد وابسته به زمینه است. آناستازی بر اهمیت نقش آزمایشگر برای انتخاب صحیح، انجام و ارزیابی آزمون‌ها تأکید کرد.

## زندگی
آنه آناستازی در ۱۹ دسامبر ۱۹۰۸ در شهر نیویورک در خانواده آنتونی آناستازی و ترزا گائودیوسی آناستازی که یک خانواده مهاجر سیسیلی بودند به دنیا آمد. پدرش وقتی او نوزاد بود فوت کرد و مادر تصمیم گرفت روابط خود را با خانواده همسر قطع کند، بنابراین آنا هرگز با اقوام پدری خود ملاقات نکرد. او با مادرش، برادر مادرش و مادربزرگش بزرگ شد. آنه تا کلاس ششم توسط مادربزرگش در خانه آموزش دید. او پس از دوره‌های کوتاهی در مدارس دولتی و مقدماتی در سن ۱۵ سالگی وارد کالج بارنارد شد. علایق او به ریاضیات و روان‌شناسی بود. او در سال ۱۹۲۸ در سن ۲۰ سالگی از کالج بارنارد با مدرک لیسانس فارغ‌التحصیل شد و بدون وقفه وارد مقطع کارشناسی ارشد در دانشگاه کلمبیا شد و در سال ۱۹۳۰ از تز دکترای خود دفاع کرد.
او کار حرفه ای خود را به عنوان معلم در دانشگاه کلمبیا (۱۹۳۰) با همکاری و استخدام توسط هری هولینگ ورث آغاز کرد. بعداً در تعدادی از دانشگاه‌های دیگر از جمله دانشکده علوم و هنرهای دانشگاه فوردهام (۱۹۴۷) تدریس کرد. او در سال ۱۹۷۹ به عنوان استاد تمام بازنشسته شد و استاد ممتاز شد.
در سال ۱۹۳۳، آناستازی با جان پیتر فولی جونیور (۱۹۱۰–۱۹۹۴)، که در حال آماده کردن یک پایان‌نامه دکترا در روان‌شناسی بود ازدواج کرد. سال بعد، او به سرطان دهانه رحم تشخیص داده شد و با رادیوم درمان شد که سرطان را از بین برد اما باعث ناباروری او شد. او در زندگی‌نامه خود که در پایان سال (۱۹۸۸) نوشته شده است، می‌گوید: شما می‌توانید به ضربات سرنوشت به روش‌های مختلف پاسخ دهید - با ناامیدی، افسردگی، حتی خودکشی، یا با به‌کارگیری تمام توان خود برای اثبات به سرنوشت. که نمی‌تواند شما را شکست دهد.
و سرانجام در ۴ می ۲۰۰۱، آنا آناستازیا در خانه خود در نیویورک درگذشت. در سراسر جهان، از جمله سیسیل، جایی که آناستازیاها به هموطن بودنشان افتخار می‌کنند، آگهی‌های ترحیم منتشر شد.

## فعالیت علمی
آناستازی تحت تأثیر کارهای اسپیرمن که به تحلیل عاملی اختصاص یافته بود، به روان‌شناسی علاقه‌مند شد. استفاده از روش‌های ریاضی برای مسائل ظریف روانی، محقق را مجذوب خود کرد و تا حد زیادی مسیر علمی او را تعیین کرد.
مهم‌ترین شایستگی آناستازیا توجه او به محتوای روان‌شناختی اندازه‌گیری‌های روان‌سنجی، ارتباط بین آزمون‌های روان‌سنجی و سایر حوزه‌های روان‌شناسی، به بافت اجتماعی آزمون شکاف بین جهت‌گیری‌های تجربی و روان‌سنجی مجله واشینگتن است. فرهنگستان علوم او نشان داد که چگونه آزمون‌های ذهنی سنجیده، معتبر و مستدل می‌توانند از لحاظ نظری و عملی ارزشمند باشند و درک کاملی از فرایندهای اجتماعی-فرهنگی و شناختی ارائه دهند.
آزمون‌های روان‌سنجی استاندارد که توسط آناستازی ایجاد شد، از دوره‌های دانشگاهی که او تدریس می‌کرد، پدید آمد. تفسیر آناستازی از رشد ویژگی‌های روان‌شناختی مبتنی بر مدل‌هایی است که در آزمایش‌های حیوانی، در مطالعه رفتار کودک، و در روان‌شناسی یادگیری ایجاد شده‌اند.
آناستازیا با رسیدگی به مشکل شکل‌گیری توانایی‌ها مدت‌ها قبل از اینکه مدل‌های این فرایندها به‌طور گسترده توزیع شوند، سهم قابل توجهی در مسئله پیدایش ویژگی‌های مشخصه، در درک رابطه تاریخ زندگی، تحصیلات و تفاوت‌ها در دانشگاه داشت. سطح خانواده به مشکل خلاقیت، به تجزیه و تحلیل نقاشی‌های ذهنی بیماران چنین رویکرد تعمیم یافته تعدادی مزیت داشت.
یکی از شایستگی‌های آناستازی، تحلیل عینی نقش عوامل اجتماعی در شکل‌گیری صفات انسانی است، که آشکارا با نگرش رایج در روان‌شناسی غربی پیش از جنگ، نگرش نسبت به ارزیابی آزمایشی ذاتی و غیرقابل تغییر مخالف است. با این حال، ارزیابی احتمالات روش‌های روانسنجی توسط آناستازیا نه تنها برای این منظور انجام شد. به گفته این محقق، هدف اصلی روان‌شناسی افتراقی و همچنین روان‌شناسی به‌طور کلی، درک رفتار است. روان‌شناسی افتراقی از طریق تحلیل تطبیقی رفتار تحت شرایط متغیر به این مشکل نزدیک می‌شود…» نیم قرن بعد، او می‌نویسد: اگر بتوانیم توضیح دهیم که چرا برخی افراد متفاوت از دیگران واکنش نشان می‌دهند، آنگاه راه طولانی را در فهم پیشرفت کرده‌ایم. چرا هر فرد همان‌طور که واکنش نشان می‌دهد، و نه در غیر این صورت، داده‌های روان‌شناسی افتراقی، بنابراین، باید در روشن کردن مکانیسم‌های اساسی رفتار کمک کند.
سالها تحقیق آناستازیا به این مشکل در جنبه‌های مختلف آن اختصاص داشت. آثار او در مورد مطالعه تفاوت‌های جنسیتی در تظاهرات هوش، تأثیر عوامل اجتماعی-فرهنگی (به ویژه فضای خانواده و مدرسه) در شکل‌گیری توانایی‌های ذهنی کلاسیک شد.

## آثار علمی
روان‌شناسی افتراقی اثری بنیادی است که خود را به عنوان یکی از بهترین کتاب‌های درسی کلاسیک روان‌شناسی دیفرانسیل در سطح جهانی معرفی کرده است و هر مطالعه‌ای در این رشته باید با آن آغاز شود. کتاب درسی مشکلات تفاوت‌های فردی یک فرد را به عنوان یک فرد و به عنوان نماینده یک یا گروه دیگر به شکلی قابل دسترس و جذاب بررسی می‌کند، علل و مکانیسم‌های رفتار انسان را بررسی می‌کند.
در سال ۱۹۳۷، آناستازی اولین نسخه روان‌شناسی متفاوت را منتشر کرد، یک اثر پیشگام تقریباً ۹۰۰ صفحه‌ای در مورد آنچه که او به عنوان مطالعه علمی تفاوت‌های بین گروه‌ها تعریف کرد. تعریف او نه تنها شامل نژاد و قومیت، بلکه بازتاب تفاوت‌های گروهی نیز بود. روان‌شناسی متفاوت بلافاصله نویسنده را به رتبه‌های معتبرترین متخصصان در این زمینه در ایالات متحده ارتقا داد. نه سال بعد، در سال ۱۹۴۶، آناستازیای ۳۸ ساله توسط همکارانش به عنوان رئیس انجمن روان‌شناسی شرق انتخاب شد.
آناستازی همچنین به چالش‌های روش شناختی مربوط به مطالعه تفاوت‌های گروهی پرداخت. اینها به وضوح در دهه ۱۹۳۰ توسط (علم نژادی نازی) نشان داده شد. خلاصه آناستازی از چنین اثری تاول آور بود: مجموعه شواهد در تأیید این برتری آریایی در بهترین حالت ناقص و یک طرفه و در بدترین حالت آن خیالی و افسانه ای است. بین مشکلات روش‌شناختی درگیر و وحشت‌هایی که نازی‌ها مرتکب شدند، روان‌شناسی تفاضلی تا حد زیادی به عنوان یک زمینه تحقیقاتی ناپدید شد. تا سال ۱۹۵۴، آناستازی خود از مطالعه تفاوت‌های گروهی به مطالعه تفاوت‌های فردی رفت.
آناستازی سه نسخه از روان‌شناسی متفاوت (در سال‌های ۱۹۳۷، ۱۹۴۹ و ۱۹۵۸) را منتشر کرد. در سال ۱۹۸۵ بنیاد روان‌شناسی آمریکا آن را به عنوان متنی «کلاسیک» و الگویی از «وضوح، جامعیت و ترکیب» توصیف کرد.

## آزمون‌های هوش چه چیزی را اندازه‌گیری می‌کنند؟
مقاله آناستازی در سال ۱۹۸۳: آزمون‌های هوش چه چیزی را اندازه‌گیری می‌کنند؟ با هدف اصلاح تفسیرهای نادرست در مورد درک و استفاده از آزمون‌های استعداد و شخصیت انجام شد. آناستازی خاطرنشان کرد: «رونق آزمایش» در دهه ۱۹۲۰ باعث شد که اصطلاح IQ مورد استفاده و سوء استفاده عموم قرار گیرد. به گفته آناستازی، استفاده نادرست از این اصطلاح این مفهوم را ایجاد کرد که هوش ارثی است، در طول عمر فرد پایدار است و در برابر تغییر مقاوم است.
در مقابل، آناستازی تأکید کرد که نمرات روان‌سنجی وضعیت فعلی فرد را از آنچه می‌داند، نشان می‌دهد. او نسبت به تفسیر چنین آزمون‌هایی به عنوان عملکرد پیش‌بینی قوی هشدار داد، زیرا نمرات فقط نشان می‌دهد که فرد تا چه حد دانش و مهارت‌های معیار یک آزمون را کسب کرده است. آنها آنچه را که در یک زمینه خاص مورد تقاضا است ارزیابی می‌کنند. آنچه یک فرد می‌تواند در آینده به دست آورد نه تنها به وضعیت فکری فعلی او که توسط آزمون تعیین می‌شود، بلکه به تجربیات بعدی نیز بستگی دارد؛ بنابراین، آناستازی از تست‌های روان‌سنجی که به‌طور قطعی یک فرد را برچسب‌گذاری می‌کنند، حمایت می‌کند، زیرا آنها انواع خاصی از دانش را ارزیابی می‌کنند و چگونگی تغییر هوش را در طول زمان توضیح نمی‌دهند.
برای آناستازی مهم درک چارچوب‌های مرجع فرهنگی بود که در آن آزمون ایجاد می‌شود. او اظهار داشت که (هیچ آزمون هوشی نمی‌تواند بدون فرهنگ باشد، زیرا هوش انسان عاری از فرهنگ نیست)
بنابراین، به گفته آناستازی، اولین گام در توسعه یک آزمون هوش در یک فرهنگ معین، فرموله کردن یک تجزیه و تحلیل وظیفه بود تا مشخص شود که افراد چقدر دانش ارزشمند در آن فرهنگ را به دست می‌آورند.

## روش‌های آنه آناستازی
آناستازی بیشتر روش‌های موجود را برای آزمون توانایی فردی و گروهی و همچنین فهرست‌های خود گزارش‌دهی و اندازه‌گیری علایق و نگرش‌ها به کار می‌برد. او اصول روش شناختی هنجارها، پایایی، روایی و تحلیل آیتم‌ها را دنبال می‌کرد.
مقاله (آزمایش روان‌شناختی): مفاهیم اساسی و باورهای غلط رایج مواضع روش‌شناختی آناستازی را در بر می‌گیرد. آناستازی تأکید کرد: برای ارزیابی هر آزمون روان‌سنجی، آزمایش‌کننده باید از ویژگی‌های اصلی آزمون‌ها، به‌ویژه در مورد هنجارها، روایی و پایایی آن آگاه باشد. رویکرد او به نمرات استاندارد و انحراف معیار رویکردی بود که در آن معتقد بود درک مفاهیم آماری برای درک معنای محاسبات آماری ضروری است.
در رابطه با آزمون‌های مرجع معیار، آناستازی از روان‌شناس تربیتی رابرت گلیسر، که برای اولین بار این مفهوم را در سال ۱۹۶۳ مطرح کرد، فاصله گرفت ارزیابی جامع تری از عملکرد آزمون فرد ارائه دهد. به عنوان مثال، آزمون تشخیصی استنفورد در خواندن و ریاضیات است که تسلط بر موضوع خاصی را با ترکیب هر دو تفسیر ارزیابی می‌کند.
آناستازی تشخیص داد که انواع مختلفی از قابلیت اطمینان تست وجود دارد. با این حال، هنگامی که با تست استاندارد سروکار داریم، بسیاری از واریانس در قابلیت اطمینان را می‌توان با کنترل شرایطی مانند محیط تست، ارتباط، دستورالعمل‌ها و محدودیت‌های زمانی به حداقل رساند.
برخلاف این باور که سه نوع اعتبار وجود دارد اعتبار محتوایی، اعتبار معیاری، و روایی سازه آناستازی از این باور رو به رشد در اواسط دهه ۱۹۸۰ حمایت کرد که می‌توان از روش‌های بسیار بیشتری برای ساخت اعتبار در یک آزمون استفاده کرد. تعریف سازه‌هایی که باید ارزیابی شوند، فرایند اعتبار سنجی را آغاز می‌کند. با تأیید و اعتبارسنجی متقابل نمرات مختلف از طریق تجزیه و تحلیل‌های آماری در برابر معیارهای خارجی و واقعی به اوج خود می‌رسد.

## تفاوت بین آزمون استعداد و پیشرفت
آناستازی در آزمون روان‌شناختی: مفاهیم اساسی و باورهای غلط رایج، تفاوت‌های بین انواع آزمون‌ها را روشن کرد. دو تفاوت بین آزمون‌های استعداد و آزمون‌های پیشرفت، استفاده از آزمون و درجه ویژگی تجربی است که پایه و اساس ساخت آزمون‌ها را تشکیل می‌دهد. آزمون‌های موفقیت برای ارزیابی وضعیت فعلی استفاده می‌شود. آزمون‌های استعداد می‌توانند عملکرد آینده را طبق معیارهای خاص خود پیش‌بینی کنند. ویژگی تجربی برای آزمون‌های موفقیت، مانند آزمون‌های‌ موضوعیSAT، به‌طور محدود تعریف شده است. در مقابل، آزمون‌های استعداد مقیاس هوش استانفورد بینه بر اساس دانش گسترده فرهنگ آمریکایی که از قرن بیستم آغاز شد است.

## موضع و چارچوب نظری
چارچوب نظری آناستازی مبنی بر اینکه توانایی یا هوش با تجربه تغییر می‌کند و اینکه بافت فرهنگی آن‌ها پارامترهای آنها را دیکته می‌کند، رویکرد روش‌شناختی او را به آزمون روان‌سنجی نشان داد. آزمون‌ها باید با در نظر گرفتن تناسب زمینه‌ای و محدودیت‌های آن‌ها انتخاب و استفاده شوند. او تأکید کرد که آزمون‌ها در جامعه غربی کارکردهای خاصی را انجام می‌دهند، مانند محل تحصیل/شغل یا ارزیابی ناتوانی‌های ذهنی.

## انتقاد
اولین نسخه تست روانشناختی در سال ۱۹۵۵ به دلیل نسبت دادن نتایج آزمون فقط به تفاوت‌های فردی مورد انتقاد قرار گرفت، به جای اینکه تشخیص داده شود تفاوت‌های گاه به گاه نیز با استفاده از آزمون‌ها اندازه‌گیری می‌شوند. در آخرین ویرایش کتاب، آناستازی و نویسنده همکارش سوزانا اوربینا پیشنهاد کردند که نتایج دقیق‌تری را می‌توان با ترکیب اطلاعات از چندین آزمایش نسبتاً همگن به‌دست‌آورد. هر کدام یک ویژگی واحد یا جنبه‌های متفاوتی از معیار را پوشش می‌دهد.
چارچوب نظری آناستازی مبنی بر اینکه توانایی یا هوش با تجربه تغییر می‌کند و اینکه بافت فرهنگی آن‌ها پارامترهای آنها را دیکته می‌کند، رویکرد روش‌شناختی او را به آزمون روان‌سنجی نشان داد. آزمون ها باید با در نظر گرفتن تناسب زمینه ای و محدودیت های آن ها انتخاب و استفاده شوند. او تأکید کرد که آزمون‌ها در جامعه غربی کارکردهای خاصی را انجام می‌دهند، مانند محل تحصیل/شغل یا ارزیابی ناتوانی‌های ذهنی.

## افتخارات
آناستازی بیش از نیم قرن را به تدریس اختصاص داد، عمدتاً در دانشگاه‌فوردهام نیویورک، جایی که در سال 1947 به عنوان دانشیار به آن پیوست و از آنجا در سال 1979 با عنوان استاد بازنشسته بازنشسته شد.
در طول زندگی خود، آنه آناستازی جوایز علمی بسیاری را دریافت کرد، به ویژه، در سال 1987 مدال برای دستاوردهای علمی را از دستان رئیس جمهور ریگان دریافت کرد.
دکترای ارجمند آموزش (دانشگاه ویلانوا،1971))
دکترای محترم علوم کالج سدار کراس (1971)
دکترای افتخاری علوم دانشگاه لاسال (1979)
جایزه دانشمند برجسته (1971)APA
جایزه خدمات آزمون و آموزش (۱۹۷۷)
مدال ثورندایک ARA(1983)
مدال طلای (1984) APF
در سال ۱۹۷۱، آناستازیا به عنوان سومین زن در تاریخ رئیس انجمن روان‌شناسی آمریکا (پس از مری کالکینز و مارگارت واشبرن انتخاب شد و بدین ترتیب نیم قرن انحصار مردانه را شکست.
او در سال ۱۹۸۴، مدال طلای بنیاد روان‌شناسی آمریکا را دریافت کرد
در سال ۱۹۸۷، مدال ملی علم به او اعطا شد.
وی همچنین برنده جوایزی همچون نشان ملی علوم شده است.